# Lance Reddick
Lance Solomon Reddick (Baltimore, 7 de junio de 1962 - Studio City, 17 de marzo de 2023) fue un actor estadounidense.

## Biografía
Estudió en Eastman School of Music (Rochester, Nueva York) y en la Universidad de Yale. Mientras intentaba emprender una carrera cómo cantante y un trabajo a tiempo parcial para poder pagar sus facturas, Reddick se lesionó la espalda y tuvo que dejarlo. Se licenció en teatro en la Universidad de Yale y se dedicaba al cine, la televisión y diversas obras de teatro.
Su representante, Mia Hansen dijo que Reddick falleció repentinamente el viernes 17 de marzo de 2023 por la mañana “por causas naturales”. Posteriormente se reveló que el actor falleció a causa de una isquemia miocárdica debido a una enfermedad arterial coronaria aterosclerótica.

### Carrera
Trabajó en Perdidos como el reclutador corporativo Matthew Abaddon. Los productores Damon Lindelof y Carlton Cuse se interesaron por él para que interpretara al Sr. Eko en la segunda temporada, pero por aquel entonces protagonizaba The Wire (HBO) en el papel de Cedric Daniels.
En 2008 se unió al reparto de Fringe (ABC), serie también creada por J. J. Abrams y en la que interpreta a Phillip Broyles, el jefe de una agencia especial del gobierno estadounidense que investiga actividades paranormales.
En 2013 interpretó al Coronel Janowitz en Asalto al poder. En 2014 dio vida al personaje del jefe de policía Irvin Irving en la serie Bosch. En 2022 interpretó a Albert Wesker en la polémica adaptación de Netflix, Resident Evil, basado en los videojuegos de Capcom.

## Filmografía
Cine
- Ballerina (2025) (Estreno póstumo)
- Shirley (2024) (Estreno póstumo)
- John Wick: Chapter 4 (2023)
- Godzilla vs. Kong (2021)
- One Night in Miami (2020)
- Angel Has Fallen (2019)[6]
- John Wick: Chapter 3 - Parabellum (2019)[7]
- Little Woods (2018)[8]
- John Wick 2 (2017)
- John Wick (2014)
- The Guest (2014)
- White House Down (2013)
- The Way of War (2008)
- Tennessee (2008)
- Dirty Work (2006)
- Brother To Brother (2004)
- Bridget (2002)
- Don't Say a Word (2001)
- I Dreamed of Africa (2000)
- Grandes esperanzas (1998)
- The Fixer (1998)
- The Siege (1998)
- Witness to the Mob (1998)

Televisión
- New York Undercover (1996)
- Greys Anatomy
- Swift Justice (1996)
- What the Deaf Man Heard (1997)
- The West Wing (1999)
- Falcone (2000)
- The Corner (2000)
- Law & Order: Special Victims Unit (2000-2001)
- Oz (2000-2001)
- Law & Order (2001; 2004)
- 100 Centre Street (2002)
- Keep the Faith (2002)
- The Wire (2002-2008)
- Law & Order: Criminal Intent (2003)
- CSI: Miami (2005-2006)
- Numb3rs (2007)
- Fringe (2008-2013)
- Lost (2008-2009)
- American Horror Story: Coven (Papá Legba) (2014)
- Bosch (2014-2021)
- The Blacklist (2014)
- Rick and Morty (2017)
- American Horror Story: Apocalypse (Papá Legba) (2018)
- Castlevania (2020)
- Resident Evil (2022)
- The Legend of Vox Machina (Thordak) (2023)
- Percy Jackson y los dioses del Olimpo (2023)

Videojuegos
- Destiny (videojuego) (Zavala) (2014)
- Quantum Break (Martin Hatch) (2016)
- Destiny 2 (Zavala) (2017)
- Horizon Zero Dawn (Sylens) (2017)
- Horizon Zero Dawn: Frozen Wilds (Sylens) (2017)
- Horizon Forbidden West (Sylens) (2022)